# Argyroxiphium virescens
Espèce
Synonymes
- Argyroxiphium forbesii H.St.John[1],[2]
- Argyroxiphium forbesii St. John[3]
- Argyroxiphium virescens var. virescens[1],[2]

Statut de conservation UICN

 EX  : Éteint
Argyroxiphium virescens est une espèce éteinte de plantes à fleurs de la famille des Asteraceae. On la trouvait uniquement sur les îles Hawaï. Son habitat naturel était constitué par les forêts et les fruticées subtropicales et tropicales des montagnes humides. Elle est officiellement déclarée éteinte.

## Liste des variétés
Selon Tropicos (7 février 2020) :
- variété Argyroxiphium virescens var. paludosa H. St. John